# Oran Park Raceway

Grand Prix Circuit

North Circuit

South Circuit

Oran Park Raceway was een racecircuit in Narrelan ten zuiden van Sydney, Australië. Het circuit werd geopend op 1 januari 1963. De eerste race werd gehouden op 17 februari dat jaar. Het hele circuit was 2.7 kilometer lang en heeft 12 bochten. Een kenmerkend deel was het 8 vormige deel van het circuit. Het ronderecord staat op naam van Tim Leahey, een 1.01.6718. Het circuit had ook een dirttrack en een off-road circuit.
De belangrijkste evenementen op het circuit waren de V8 Supercars en het Superbike kampioenschap.
Op het circuit werd tegen de klok in geracet.
In januari 2010 werd het circuit gesloten.